# Carnatische oorlogen
De Carnatische oorlogen waren in de 18de eeuw militaire conflicten tussen de Britten en Fransen om de controle over de kust van Coromandel in het zuiden van India. De conflicten speelden voornamelijk in de huidige deelstaat Tamil Nadu, waar de Britse kolonies Madras (tegenwoordig Chennai) en Cuddalore en de Franse kolonie Pondichéry (tegenwoordig Puducherry) lagen. De Britse East India Company en de Franse Compagnie des Indes stonden tegenover elkaar. De drie Carnatische oorlogen zijn:
- de Eerste Oorlog om de Carnatic (1746-1748), onderdeel van de Oostenrijkse Successieoorlog
- de Tweede Oorlog om de Carnatic (1749-1754)
- de Derde Oorlog om de Carnatic (1756-1763), onderdeel van de wereldwijde Zevenjarige Oorlog.